# Arichanna flavosparsa
Arichanna flavosparsa là một loài bướm đêm trong họ Geometridae.